# Halechiniscus paratuleari
Halechiniscus paratuleari är en djurart som tillhör fylumet trögkrypare, och som beskrevs av Grimaldi de Zio, D'Addabbo Gallo och Morone De Lucia 1988. Halechiniscus paratuleari ingår i släktet Halechiniscus och familjen Halechiniscidae. Inga underarter finns listade i Catalogue of Life.